# Random 35 Tracks Tape
Random 35 Tracks Tape — неофіційна збірка шотландського електронного дуету Boards of Canada, створена, ймовірно, 1995 або 1996 року. Попри те, що ця збірка не розповсюджувалася офіційно, запис з аудіокасети доступний у мережі інтернет. Назву збірки можна перекласти з англійської як «касета з 35 випадковими композиціями».
На відміну від інших ранніх касет гурту, таких як збірка A Few Old Tunes або Old Tunes Vol. 2, що були власноруч записані учасниками гурту, невідомо, ким і звідки були зібрані композиції на цій касеті.
Записані з касети композиції почали з'являтися у P2P мережі Soulseek в районі вересня 2004 року. Ані походження чи зображення касети, ані назви композицій не публікувалися, втім, через низку композицій, що з'являлися на інших альбомах гурту, вважається, що касета є автентичною працею Boards of Canada.
Марк Девід Гаретт, фотограф і друг гурту, який часто виступає в якості їх офіційного представника онлайн, стверджує, що йому невідомо, хто міг зібрати цю збірку.

## Список композицій
Сторона A:
1. «A04» — 0:50
2. «A05» («Finity») — 5:04
3. «A06» — 4:57
4. «A07» — 3:58
5. «A08» — 6:34
6. «A09» — 1:50
7. «A10» — 2:59
8. «A11» («Blueberry») — 0:26
9. «A12» — 2:59
10. «A13» — 2:12
11. «A14» — 1:46
12. «A15» («I Will Get It Tattooed») — 1:05

Сторона B:
1. «B01» — 1:29
2. «B02» — 3:51
3. «B03» («House Of Abin'adab») — 1:04
4. «B04» — 4:26
5. «B05» — 1:52
6. «B06» — 0:23
7. «B07» — 3:42
8. «B08» — 0:57
9. «B09» — 3:12
10. «B10» («The Smallest Weird Number»)– 0:59
11. «B11» — 3:31
12. «B12» — 3:33
13. «B13» («Davie Addison») — 1:11
14. «B14» — 3:15
15. «B15» — 2:04
16. «B16» — 2:21
17. «B17» («It's Too Orangey») — 0:19
18. «B18» — 2:02
19. «B19» — 1:23
20. «B20» — 0:27

- Станом на 2025 рік, справжні назви композицій не відомі. В дужках наведено назви композицій, що також зʼявлялися на інших альбомах гурту під відомими назвами.